# مركز المحيط الهادئ للمحاصيل والأشجار
مركز المحيط الهادئ للمحاصيل والأشجار (CePaCT)، عبارة عن بنك وراثي أو قبو إقليمي تديره أمانة مجموعة المحيط الهادئ، حيث يتم حفظ عينات المحاصيل الأساسية والأشجار الهامة في المنطقة وإتاحتها لبرامج التكثير والتخصيب. توجد به جميع المحاصيل المناسبة للمناخ والمتوفرة المنطقة. يقع المركز في فيجي.
يتولى هذا المركز استخدام أحدث تقنيات الحفظ بالتبريد وطرق إكثار النبات.